# Trigonobunus spinifer
Trigonobunus spinifer is een hooiwagen uit de familie Podoctidae.